# Il sorteggio della sposa
Il sorteggio della sposa. Una storia in cui si narrano parecchie avventure assolutamente inverosimili (Die Brautwahl. Eine berlinische Geschichte, in der mehrere ganz unwahrscheinliche Abentheuer vorkommen) è un racconto di Ernst Theodor Amadeus Hoffmann inserito nella raccolta I confratelli di Serapione.
Nel Sorteggio della sposa è narrata brevemente la leggenda ebraica del Dales, personificazione della miseria che colpisce una famiglia. Compare inoltre la figura mitica dell'ebreo errante.

## Trama
Al cancelliere Tusmann è stata promessa in sposa la bella Albertina, che però è innamorata del pittore Edmondo. Questi, per sottrarla al matrimonio col cancelliere e alle attenzioni di un terzo spasimante, il barone Bensch, riceverà aiuto dall'orafo e mago Leonardo, che organizzerà un sorteggio fatato per accontentare, seppur in tre maniere diverse, i tre pretendenti alla mano di Albertina.

## Edizioni italiane
- La sposa tratta a sorte, in I Fedeli di San Serapione, introduzione di Bonaventura Tecchi, traduzione di Rosina Spaini, Gherardo Casini Editore, Roma, 1957.
- Il sorteggio della sposa, in Romanzi e racconti, 3 voll., introduzione e nota bio-bibliografica di Claudio Magris, traduzioni di Carlo Pinelli, Alberto Spaini, Giorgio Vigolo, Einaudi, Torino, 1969.
- La scelta della fidanzata, in Racconti, collana Collezione I grandi scrittori stranieri, traduzione di Barbara Allason, Introduzione di Gemma Sartori, Torino, UTET, 1981,  pp. 193-279, ISBN 88-02-03594-6.

## Opere derivate
- La sposa sorteggiata (Die Brautwahl), opera "comica-fantastica" in tre atti e un epilogo di Ferruccio Busoni rappresentata per la prima volta allo Stadttheater di Amburgo il 12 aprile 1912[1].